# Daugava-Stadion (Riga)
Das Daugava-Stadion (lettisch Daugavas stadions) ist ein Fußballstadion mit Leichtathletikanlage im Stadtteil Grīziņkalns der lettischen Hauptstadt Riga. Gegenwärtig finden 10.461 Zuschauer im Stadion Platz. Ab 1992 war es das Nationalstadion des Landes und Austragungsort der Spiele der lettischen Fußballnationalmannschaft. Dies änderte sich mit der Eröffnung des Skonto-Stadions im Jahr 2000. Nach der Renovierung 2018 ist es als größtes Stadion des Landes wieder Spielort der lettischen Nationalelf. Der Fußballverein FS Metta/Latvijas Universitāte nutzt die Sportanlage seit 2018 für seine Heimspiele.

## Geschichte
Am Standort wurde bereits in den 1920er Jahren ein Stadion gebaut und 1927 eingeweiht. Es besaß drei Tribünen im Norden, Süden und Westen für mehrere tausend Besucher. An der Ostseite fehlte der Platz, da dort Bahngleise vorbeiführen. Nach dem Zweiten Weltkrieg begann 1949 der Wiederaufbau der Sportanlagen. Es entstand ein Spielfeld, auf dem im Winter auf Natureis Eishockey gespielt sowie Training und Wettlkämpfe im Eiskunstlauf betrieben werden konnten. Im Sommer wurden die Anlagen für Volleyball und Basketball genutzt. Es boten sich auf den Rängen 5000 Plätze für die Besucher. 1950 war die Fertigstellung. Im Jahr darauf wurde die Leichtathletikanlage erneuert, um die Trainings- und Wettbewerbsbedingungen zu verbessern. 1952 wurden die alten Ränge durch Neubauten ersetzt. Die Südtribüne bot 1800 Sitzplätze. Auch die Haupt- und die Westtribüne wurden neu gebaut. Nach den Baumaßnahmen boten sich 9000 Plätze im Stadion. 1956 beschloss der Ministerrat der Lettischen Sozialistischen Sowjetrepublik den Bau einer Kunsteisbahn auf dem Gelände des Daugava-Stadions. 1960 wurde der Bau abgeschlossen und in Betrieb genommen. Im Stadion wurde ebenfalls 1960 eine Kindersportschule gegründet, die in die vier Bereiche Leichtathletik, Eiskunstlauf, Eisschnelllauf und Eishockey gegliedert war. Am 1. Januar 1961 wurde der BASB-Sportkomplex „Daugava“ in Riga gegründet und wurde  zum größten Sportkomplex in Lettland. 1978 wurde der Rang im Westen abgerissen. 1980 kam eine Bobanlage hinzu. 1982 wurde die neue Tribüne im Westen mit 5764 Sitzplätzen in Betrieb genommen. Am 27. Februar 1992 wurde der Komplex in die staatliche, gemeinnützige Organisation „vDaugava Stadium“ umgewandelt. Am 3. November des Jahres wurde ihm der Status einer Nationalen Sportbasis verliehen. 1996 wurde die Laufbahn und die Beschallungsanlage des Daugava-Stadions ausgetauscht sowie die Tennisplätze erneuert. 1999 wurden die drei Ränge des Stadions neu gebaut. 2001 wurde der staatliche, gemeinnützige Komplex in das staatliche „Kultur- und Sportzentrum vDaugava Stadium“ (Gesellschaft mit beschränkter Haftung) umgewandelt. 2008 wurde noch einmal die Leichtathletikbahn saniert. 2014 erhielt das Daugava-Stadion ein Zertifikat des Leichtathletikweltverbandes IAAF für internationale Veranstaltungen. 2016 genehmigte die EU Beihilfen durch die Europäischen Fonds für regionale Entwicklung (EFRE) für die komplette Renovierung des Stadions und die Schaffung eines modernen Kultur- und Sportviertels bis zum Jahr 2022. Dafür sollen Anlagen für neue Sportarten errichtet werden. Am 5. Juni 2017 wurden die Verträge für die Umsetzung des Projekts „Einrichtung eines Kultur- und Sportviertels in der Nähe von Grīziņkalns“ zum 100. Jubiläum des Stadions mit Kosten in Höhe von 62 Mio. Euro unterschrieben. Der Grundstein wurde am 7. September 2017 gelegt. In das Fundament der zukünftigen Westtribüne wurde eine Zeitkapsel mit einer Botschaft für zukünftige Generationen verbracht. Mitte Mai 2018 wurden die Arbeiten abgeschlossen. Am 28. Mai konnte die Einweihung der drei neuen Ränge als erste Phase der Modernisierung gefeiert werden. Die Anzahl der Plätze hat sich von 5560 auf 10.461 fast verdoppelt. Die Neubauten erfüllen die Vorgaben des europäischen Fußballverbandes UEFA wie der IAAF. Im Stadion wurden moderne V.I.P.- und Konferenzräume, Umkleidekabinen, Fitnessstudios, Sicherheits- und Videoüberwachungssysteme für Sport- und Kulturveranstaltungen eingerichtet. Fast 11 Mio. Euro wurden in den Teil des Bauprojekts investiert. Im September 2019 wurden die Verträge für den Bau einer Eissporthalle unterschrieben. Diese soll rund 10,3 Mio. Euro kosten und als Trainingshalle für die Eishockey-Weltmeisterschaft der Herren 2021 genutzt werden. Als weitere Phase ist die Erneuerung des Spielfeldes und der kompletten Leichtathletikanlagen vorgesehen. Danach wird das Daugava-Stadion zur UEFA-Stadionkategorie 4 gehören und die IAAF-Kategorie II für Stadien erfüllen. Auch eine Mehrzweckhalle soll bis 2022 errichtet werden. Der Komplex soll in ein Erholungsgebiet mit Trainingsgeräten unter freiem Himmel sowie einen Kinderspielplatz und ein Angebot von Park & Ride verwandelt werden. Die Kosten werden mit den EFRE (37.550.530 €), dem Staat Lettland (5.559.179 €), der Kommunalverwaltung (1.500.000 €), weiteren Geldern der EU (1.080.605 €) und aus privater Hand (1.729.004 €) kofinanziert.